# Allsvenskan i handboll för herrar 2000
Allsvenskan i handboll för herrar våren 2000.

## Tabell
1. H 43 16 15 0 1 431 298 +133 30
2. Alingsås HK 16 14 1 1 445 326 +119 29
3. IFK Tumba 16 12 1 3 388 315 +73 25
4. Mantorps IF 16 9 0 7 386 347 +39 18
5. GF Kroppskultur 16 9 0 7 378 341 +37 18
6. GIK Wasaiterna 16 6 2 8 371 352 +19 14
7. Önnereds HK 16 5 4 7 356 378 -22 14
8. BK Söder 16 6 2 8 331 358 -27 14
9. Stavstens IF 16 6 0 10 352 400 -48 12
10. Karlshamns HF 16 5 0 11 320 418 -98 10
11. Irsta Västerås 16 2 1 13 339 438 -99 5
12. Skånela IF 16 1 1 14 309 435 -126 3